# جورج ويليام جونسون
جورج ويليام جونسون (بالإنجليزية: George William Johnson)‏ هو محامي وسياسي أمريكي، ولد في 10 نوفمبر 1869 في الولايات المتحدة، وتوفي في 24 فبراير 1944 في نفس البلد. حزبياً، نشط في الحزب الديمقراطي. وقد انتخب عضو مجلس النواب الأمريكي.